# ورسان
ورسان (به عربی: ورسان) یک شهرک در امارات متحده عربی است که در شیخ‌نشین دبی واقع شده‌است.